# Peter Binsfeld
Peter Binsfeld (1540 - 24 de noviembre de 1598 o 1603) fue un obispo y teólogo alemán.
Hijo de un granjero y artesano, nació en la aldea de Binsfeld en la región alemana de Eifel; murió en Tréveris víctima de la peste bubónica. Binsfeld creció en el ambiente católico rural de la región de Eifel. Considerado por un abad local como un muchacho muy talentoso, fue enviado a estudiar a Roma. Luego de sus estudios, Binsfeld volvió a su región y se convirtió en una personalidad importante en las actividades católicas anti protestantes de fines del siglo XVI. Fue elegido Obispo Sufragáneo de Tréveris y se convirtió en un conocido escritor teológico, alcanzando fama como uno de los más importantes cazadores de brujas de su época. Binsfeld escribió el influyente tratado De confessionibus maleficorum et sagarum, "De las confesiones de los hechiceros y de las brujas", traducido a varios idiomas (Tréveris, 1589). Este trabajo hablaba acerca de las confesiones de las presuntas brujas, y afirmaba que aunque tales confesiones eran realizadas bajo tortura, de todos modos debían ser creídas. También alentaba las acusaciones.
Él pensaba que las muchachas menores de doce años y los muchachos menores de catorce no podían ser considerados culpables de practicar brujería, pero debido a la precocidad de algunos niños la ley no debía ser completamente estricta. Este punto de vista puede ser considerado como moderado, tomando en cuenta que otros inquisidores habían condenado a la hoguera a niños de entre dos y cinco años de edad.
Contrario a otros autores de la misma época, Binsfeld dudaba que la gente pudiera tomar forma de animales y de la validez de las marcas diabólicas.
En 1589, el mismo año que Galileo comenzaba sus revolucionarios experimentos en cuerpos en movimiento, Binsfeld publicaba la lista autorizada de demonios y de sus pecados asociados, incluyendo los demonios asociados a los siete pecados capitales: Lucifer (orgullo), Mammon (avaricia), Asmodeo (lujuria), Leviatán (envidia), Belcebú (gula), Satán/satán (ira) y Belfegor (pereza).

## Obra
- Tractatus de confessionibus maleficorum & Sagarum an et quanta fides iis adhibenda sit, Trier 1589

- Tractat von Bekanntnuß der Zauberer und Hexen, Múnich 1591.

## Literatura
- Friedrich Wilhelm Bautz. BINSFELD, Peter v. 1, p. 598

- Wolfgang Behringer (ed.) Hexen und Hexenprozesse in Deutschland, Múnich 1988.

- Georg L. Burr: The fate of Dietrich Flade, in: Papers of the Am. Historial Assoc. 5 (3) 1891.

- Johannes Dillinger: "Böse Leute". Hexenverfolgungen in Schwäbisch-Österreich und Kurtrier im Vergleich, Trier 1999.

- Erich Düsterwald: Kleine Geschichte der Erzbischöfe und Kurfürsten von Trier, Sankt Augustin 1980.

- P. C. van der Eerden: Der Teufelspakt bei Petrus Binsfeld und Cornelius Loos, in: Gunther Franz/Franz Irsigler (eds.) Hexenglaube und Hexenprozesse im Raum Rhein-Mosel-Saar, Trier 1995, p. 51-71

- Wolfgang Krämer: Kurtrierische Hexenprozesse im 16. und 17. Jahrhundert, Múnich 1959

- Franz Xaver Kraus (1875), «Binsfeld, Peter», Allgemeine Deutsche Biographie (ADB) (en alemán) 2, Leipzig: Duncker & Humblot, pp. 651-652.

- Patrik Schmidt: Weihbischof Peter Binsfeld und sein Traktat über die Hexen, Theologische Diplomarbeit, Typoskript Trier 1995

- Wolfgang Seibrich: Die Weihbischöfe des Bistums Trier, Trier 1998, p. 83-90

- Othon Scholer: "O Kehricht des Aberglaubens, o leerer Wahn der Täuschung und Gespenster der Nacht!" Der Angriff des Cornelius Loos auf Petrus Binsfeld, in: Gunther Franz/Franz Irsigler (eds.) Methoden und Konzepte der historischen Hexenforschung, Trier 1998, p. 255-276

- Gerhard Schormann: Hexenprozesse in Deutschland, Gotinga 1986.

- Wolfgang Seibrich: Die Weihbischöfe des Bistums Trier. - Trier: Paulinus Verlag 1998 (=Veröffentlichungen des Bistumsarchivs Trier, v. 31).